# Баску
Баску (фр. Bascous) насеље је и општина у јужној Француској у региону Миди Пирене, у департману Жерс која припада префектури Кондом.
По подацима из 2011. године у општини је живело 163 становника, а густина насељености је износила 15,95 становника/km². Општина се простире на површини од 10,22 km². Налази се на средњој надморској висини од 158 метара (максималној 212 m, а минималној 138 m).

## Демографија
| 1962. | 1968. | 1975. | 1982. | 1990. | 1999. | 2011. |
| ----- | ----- | ----- | ----- | ----- | ----- | ----- |
| 143   | 159   | 139   | 148   | 144   | 153   | 163   |

График промене броја становника у току последњих година